# Henry Lovell
Pour l’article homonyme, voir Lovell.
Henry Lovell (13 juin 1828-4 décembre 1907) est un agriculteur, marchand et homme politique fédéral, provincial et municipal du Québec.

## Biographie
Né à Barnston dans le Bas-Canada, il déménage à Coaticook où il sert comme conseiller de 1876 à 1885 et de 1888 à 1891 et comme maire de 1874 à 1875 et de 1886 à 1887.
Élu député du Parti libéral du Québec dans la circonscription provinciale de Stanstead en 1878, il est défait en 1881 et en 1886.
Il est élu député du Parti libéral du Canada dans la circonscription fédérale de Stanstead en 1900. Réélu en 1904, il meurt en fonction en 1907.
Son fils, Charles Henry Lovell, lui succède à titre de député fédéral et un autre de ses fils, Moodie Brock Lovell, est député provincial de Stanstead de 1890 à 1892.